# Immetalia keiana
Immetalia keiana là một loài bướm đêm trong họ Noctuidae.